# 845

## Události
- 13. ledna – V Řezně bylo pokřtěno 14 českých knížat, jejichž jména nebyla zachována.
- Dánové zpustošili Hamburk.
- Paříž obléhali Normané.

## Narození
- ? – Alfréd Veliký král anglosaského království Wessex († 26. říjen 899)

## Hlavy státu
- Velkomoravská říše – Mojmír I.
- Papež – Sergius II.
- Anglie – Wessex a Kent – Ethelwulf
- Skotské království – Kenneth I.
- Východofranská říše – Ludvík II. Němec
- Západofranská říše – Karel II. Holý
- První bulharská říše – Presjan
- Byzanc – Michael III.
- Svatá říše římská – Lothar I. Franský